# Drugi oddech
Drugi oddech – druga autorska, a trzecia ogólnie płyta Krzysztofa Napiórkowskiego, polskiego wokalisty, kompozytora i multiinstrumentalisty. Wydana przez wydawnictwo Cytryna Nagrania muzyczne Magdy Turowskiej, w dystrybucji EMI Music Poland.
Na płycie wystąpili m.in. Michał Jurkiewicz, Kamil Barański, Wojtek Fedkowicz, Jacek Fedkowicz czy Kacper Stolarczyk.
Autorem większości tekstów oraz kompozytorem wszystkich utworów na płycie jest Krzysztof Napiórkowski.

## Lista utworów
Źródło:
| 1.  | Miejsce zabawy                                   | 2:39  |
|     | sł.: Wojciech Kass, muz.: Krzysztof Napiórkowski |       |
| 2.  | Wszystko gdzieś w nas                            | 4:03  |
|     | sł., muz.: Krzysztof Napiórkowski                |       |
| 3.  | Prosta rzecz                                     | 3:11  |
|     | sł, muz.: Krzysztof Napiórkowski                 |       |
| 4.  | Zawirował nagle                                  | 4:23  |
|     | sł.: Paweł Szydeł, muz.: Krzysztof Napiórkowski  |       |
| 5.  | Wyspa                                            | 4:37  |
|     | sł., muz.: Krzysztof Napiórkowski                |       |
| 6.  | Ludzie mówią                                     | 4:08  |
|     | sł., muz.: Krzysztof Napiórkowski                |       |
| 7.  | Planetarium                                      | 4:15  |
|     | sł., muz.: Krzysztof Napiórkowski                |       |
| 8.  | Idzie zima                                       | 3:11  |
|     | sł., muz.: Krzysztof Napiórkowski                |       |
| 9.  | Panie wiotkiej trzciny                           | 4:08  |
|     | sł.: Paweł Szydeł, muz.: Krzysztof Napiórkowski  |       |
| 10. | Jest pięknie                                     | 3:25  |
|     | sł., muz.: Krzysztof Napiórkowski                |       |
| 11. | Pustosłowie                                      | 3:56  |
|     | sł., muz.: Krzysztof Napiórkowski                |       |
|     |                                                  | 41:56 |
|     |                                                  |       |

## Twórcy
Źródło:
- Krzysztof Napiórkowski – śpiew (1-11), fortepian (2, 5, 7, 8, 9), Fender Rhodes (1, 3, 4, 6, 10, 11), gitara akustyczna (1-6, 8, 10), instrumenty perkusyjne (1-11), chór (4, 5, 9-11)
- Michał Jurkiewicz – organy Hammonda (1, 2, 10), altówka, skrzypce (8, 11), instrumenty perkusyjne (11), chór (11)
- Kamil Barański – instrumenty klawiszowe (7), dzwonki (4, 7, 8), chór (9, 11)
- Kacper Stolarczyk – gitara elektryczna (1, 4, 5, 8, 9), chór (11)
- Jacek Fedkowicz – gitara basowa (1, 3, 4, 6, 9), kontrabas (2, 5, 8, 10, 11)
- Maciej Magnuski – gitara basowa (7)
- Wojciech Fedkowicz – perkusja (1-6, 8-11)

oraz
- Kaja Karaplios – chór (5, 6, 9, 11)
- Katarzyna Konciak – chór (5, 6, 9, 11)
- Kinga Rolka – chór (5, 6, 9, 11)

- Aranżacje – Krzysztof Napiórkowski (1-10), Michał Jurkiewicz i Krzysztof Napiórkowski (11)
- Realizacja nagrań – Bartłomiej Magdoń – Studio Staynia w Trojanowicach (2010-2011)
- Produkcja, miks – Bartłomiej Magdoń, Krzysztof Napiórkowski
- Mastering – Bartłomiej Magdoń

- Projekt okładki – Norbert Czyż
- Fotografie – Anna Górajka